# Neomezia cubensis
Neomezia cubensis là một loài thực vật có hoa trong họ Anh thảo. Loài này được (Radlk.) Votsch mô tả khoa học đầu tiên năm 1904.